# Todos somos necesarios
Todos somos necesarios —conocida en italiano como Ritorno alla vita— es una película dramática hispano-italiana de 1956 rodada en blanco y negro. Fue dirigida por José Antonio Nieves Conde y protagonizada por Alberto Closas y Folco Lulli.
La película inauguró la Semana Internacional del Cine de San Sebastián de 1956, donde obtuvo los premios oficiosos a la mejor película, director, guion y actor. También ganó ese año el premio del Sindicato Nacional del Espectáculo al mejor director y una mención especial a la película.

## Sinopsis
Tres hombres salen de una cárcel del norte de España tras haber cumplido condenas de varios años. Julián es un cirujano inhabilitado por haber perdido a un paciente en una arriesgada operación, Nicolás es un joven que perpetró un desfalco en su empresa para poder casarse con su prometida e Iniesta «El Nene» es un delincuente habitual con varias condenas a su espalda. Los tres toman un tren percibiendo la desconfianza de los demás viajeros. Julián está lleno de rencor hacia la sociedad por considerar que su condena fue injusta; Nicolás discute con su mujer pues, aunque ella ha ido a esperarle, considera que lo hace por meras razones sociales; y El Nene sabe que volverá a prisión porque el robo es su medio de vida.
Los antiguos convictos pasan el tiempo en el vagón restaurante charlando con otros viajeros que mantienen posturas dispares hacia ellos. El tren se detiene en medio del campo a diez kilómetros de la estación debido a la acumulación de nieve en la vía. Surge una crisis cuando se sabe que un niño está grave y necesita una intervención quirúrgica —una traqueostomía— urgente. Un sacerdote misionero hace el diagnóstico y, con dudas, se presta a realizar la operación. Cuando se sabe que Julián es médico, todos le suplican que se encargue él de la cirugía. Julián rechaza el encargo alegando que está inhabilitado y que operar le podría llevar de nuevo a prisión. Su actitud provoca el rechazo de todos, particularmente de El Nene, que llega a agredirle. Convencido de la necesidad de encontrar un médico, El Nene decide caminar bajo la nevada hasta el próximo pueblo. Mientras tanto, todos los viajeros colaboran buscando objetos que puedan ser útiles para que el misionero realice la intervención de urgencia.
Finalmente Julián cambia de actitud y opera al niño con éxito. Los viajeros reaccionan mostrando simpatía hacia los convictos hasta que el padre del niño denuncia que le han robado la cartera. La actitud de la mayoría de los viajeros vuelve a ser de desconfianza hacia los delincuentes, que son puestos bajo vigilancia. Mientras tanto, El Nene ha sufrido un accidente y llega malherido a la estación, donde informa de la emergencia médica. Cuando el tren llega, entrega la billetera robada, pide la asistencia del sacerdote y se despide de sus compañeros antes de fallecer. La crisis hace que Julián recobre la confianza en sí mismo y sirve para que Nicolás se reconcilie con su esposa.

## Dirección
José Antonio Nieves Conde había ganado un sólido prestigio cinco años antes gracias al éxito comercial de Balarrasa y al reconocimiento de la crítica por Surcos. Ese año 1951 ganó la Medalla del Círculo de Escritores Cinematográficos al mejor director. Sin embargo, Los peces rojos había sido acogida con división de opiniones el año anterior, y el propio director se había desinteresado el mismo año 1956 de La legión del silencio, que Nieves consideraba dirigida por José María Forqué. Yago Films, que había producido estas dos últimas películas, le ofreció la dirección de Todos somos necesarios, propuesta que fue aceptada por el director castellano.
Se considera que el filme versa sobre la dignidad humana, una dignidad que los tres presidiarios han perdido al quedar estigmatizados por su condena. La forma en que les habla el jefe de estación así lo demuestra. Y el hecho se plasma visualmente cuando el tren que esperan se detiene en la estación y varios viajeros les observan a través de la ventanilla del vagón. El filme hace una defensa de la dignidad de estas personas que queda de manifiesto en su propio título. Julián logrará salvar al niño enfermo y conseguirá el amor de Elena, Nicolás recuperará tanto su autoestima como a su esposa, e Iniesta se redimirá al perder la vida intentando salvar la del niño. Por el contrario, varios de los viajeros muestran un comportamiento indigno debido a los prejuicios que les llevan a discriminar a los ex convictos. No obstante, atendiendo a la situación de la España de la época y al ideario falangista de Nieves, se puede hacer una interpretación más política, según la cual el filme defendería la reintegración social de los vencidos en la pasada guerra civil.
El tren permite simbolizar a la sociedad al completo. En tercera clase emigran los campesinos que han abandonado el campo para trabajar en una fábrica; en primera clase viaja el empresario Marcos Alberola con su esposa e hijo en un compartimento con cama. Hay, además, un sacerdote misionero que simboliza al clero y un policía que representa a la autoridad civil. Aunque hay honrosas excepciones, la mayoría de los viajeros están cargados de prejuicios que no desaparecen ni siquiera cuando Julián salva al niño enfermo operando en condiciones muy difíciles.
La crítica destaca la manera en que la mayor parte del filme está rodado dentro del tren. Se utilizaron para ello vagones de tren auténticos cedidos por RENFE, con la excepción del vagón restaurante, que fue construido con piezas auténticas suministradas por Wagon Lits. A pesar de la estrechez del espacio, los encuadres son de gran belleza y profesionalidad, y Nieves utiliza la profundidad de campo con eficacia. La angostura de los vagones y la presencia de los techos producen una sensación de claustrofobia y opresión muy adecuada. Todo ello realzado por la excelente fotografía de Francisco Sempere. Menos calidad tienen los efectos especiales con los que se representa el avance del tren a través del campo nevado mediante la utilización de una maqueta.

## Los intérpretes y sus personajes

### Los protagonistas
La productora Yago Films pensó desde un principio en contar con un actor internacional para encabezar el reparto. Sondeó al estadounidense Anthony Quinn, pero este ya estaba comprometido en otros proyectos.

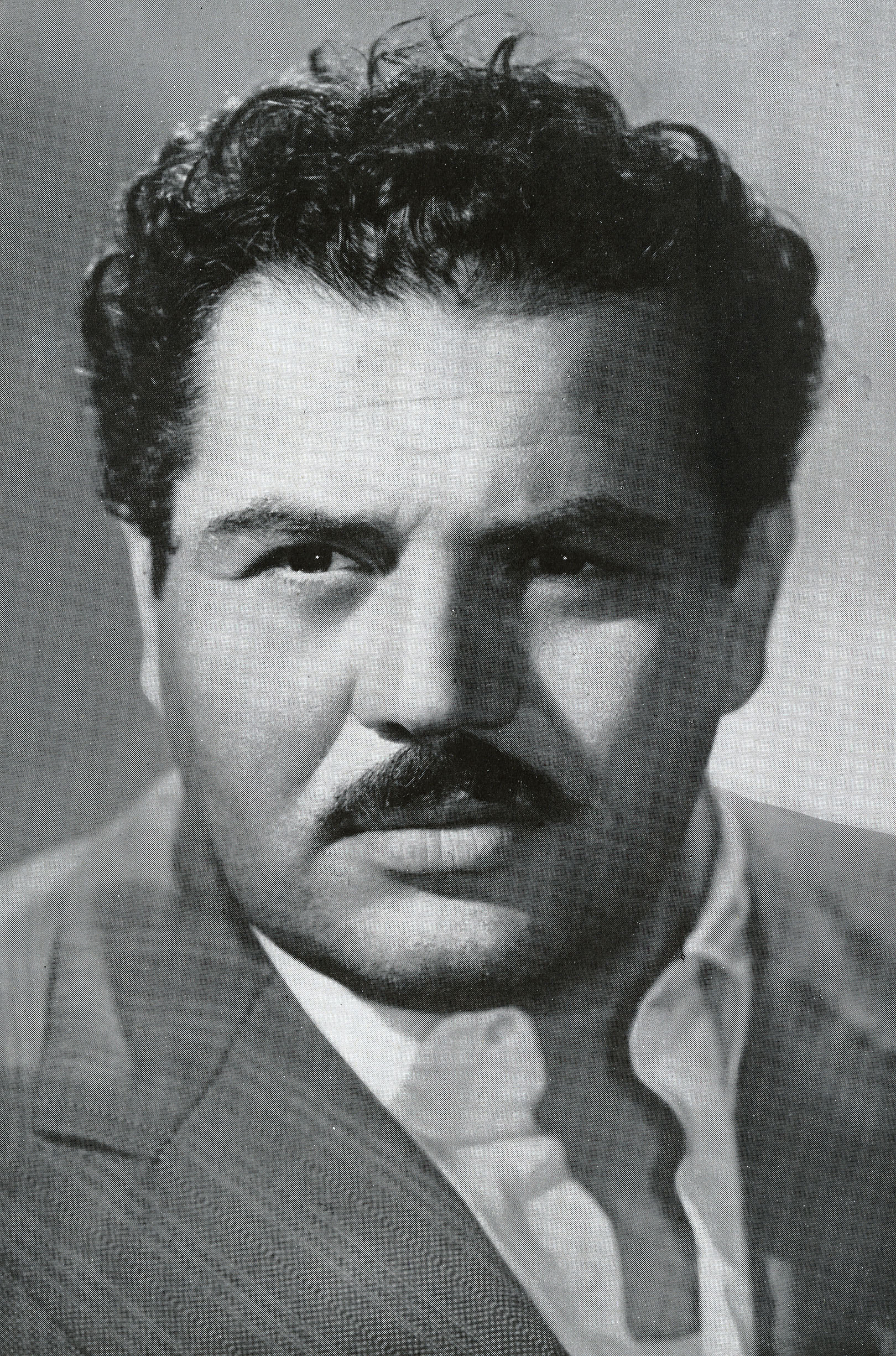
Folco Lulli encarnó al carterista Iniesta.

Tras destacar en Argentina, Alberto Closas había regresado a España para rodar en 1955 Muerte de un ciclista a las órdenes de Juan Antonio Bardem. A partir de allí desarrolló una brillante y dilatada carrera en su país. El mismo año rodó La fierecilla domada, por la que obtuvo la Medalla del Círculo de Escritores Cinematográficos al mejor actor principal. Aunque Todos somos necesarios es una película coral con múltiples personajes, el de Julián Martínez Valdés destaca sobre los demás, y el nombre de Closas encabeza los títulos de crédito. Julián es un cirujano condenado por haber realizado una arriesgada intervención que terminó mal. Es inhabilitado para el ejercicio de la medicina y, tras varios años en prisión, sale de la cárcel resentido con la sociedad por considerar que su condena es injusta. Su rencor se evidencia con el jefe de estación —al que agarra por la solapa por tutear despectivamente a los excarcelados— y con una viajera del tren a la que empuja sin consideración por manifestar idéntico desdén. Cuando le ruegan que intervenga al niño enfermo se niega alegando que podría volver a la cárcel por ello; sobre todo si la operación termina mal. Sufre entonces el desprecio de sus propios compañeros de prisión. La cámara le sigue alejándose del vagón restaurante en el que está el niño, a contracorriente del flujo de pasajeros que se aproximan para ayudar o curiosear. Incluso uno de los viajeros le reprocha que va al revés que todo el mundo. Tras alejarse de todos, en soledad, toma la decisión de arriesgarse a intervenir al pequeño. Entonces la cámara le sigue con premura en dirección contraria mientras la música realza la tensión del momento por la incertidumbre de si llegará a tiempo de impedir que el voluntarioso pero inexperto sacerdote que ha aceptado realizar la operación cometa un error fatal. El éxito le rehabilita; no ante la sociedad, que vuelve a mostrar su desconfianza cuando se conoce el hurto de la cartera, pero sí ante sí mismo. Como recompensa, obtiene el amor de Elena, con quien ha mantenido una silenciosa relación basada en las miradas recíprocas de dos personajes maltratados por la vida.
En la búsqueda de un intérprete internacional se contactó con el italiano Folco Lulli, que había destacado en El salario del miedo. El actor visionó Surcos para valorar al director. Su opinión fue tan favorable que no solo aceptó formar parte del reparto, sino que quiso también participar en la producción. Ello motivó la participación de Sagittario Films al 30%. Tras haber combatido como partisano contra la República Social Italiana y el Tercer Reich al final de la guerra, Lulli había iniciado una densa carrera cinematográfica que le llevó a trabajar con algunos de los mejores directores italianos del momento: Alberto Lattuada, Giuseppe de Santis, Mario Monicelli, Federico Fellini y Sergio Corbucci, entre otros. Por primera vez participaba en una película española. Su personaje de Bartolomé Iniesta «El Nene» es el único de los tres ex convictos que es un delincuente habitual. Ha hecho del robo su medio de vida, ha sido condenado varias veces y sabe que volverá a prisión tarde o temprano. Pero eso no le impide jugarse la vida caminando en medio de una ventisca para intentar salvar la vida del niño. Su penoso avance por la nieve recuerda al final del protagonista de Balarrasa, la película de Nieves Conde de más éxito. Su final será el mismo. Puesto que no hay posibilidad de rehabilitación para él, la redención mediante el sacrificio será la solución. En la versión en español fue doblado por Francisco Sánchez.

### Los secundarios
La carrera cinematográfica de José Marco Davó —como las de otros muchos— se vio interrumpida por la guerra. Pero una vez terminado el conflicto volvió al medio y se convirtió en uno de los habituales actores secundarios del cine español. En este filme interpreta a un campesino que ha abandonado el medio rural a cambio del trabajo en una fábrica y se dirige a su nuevo destino acompañado de su esposa y sus cinco hijos; un personaje que recuerda a los protagonistas de Surcos, posiblemente la película de Nieves mejor valorada por la crítica. Por su parte, Rafael Durán había sido uno de los más cotizados galanes durante la década anterior, participando en películas importantes como Eloísa está debajo de un almendro, El clavo, La vida en un hilo, La pródiga o La fe. En los años 1950 su estrella decayó y realizó papeles secundarios como en Séptima página o Jeromín. Esa será también su función en Todos somos necesarios, donde interpreta a Ricardo Espinosa, un simpático viajero algo menos receloso que los demás hacia los ex convictos y que colabora decididamente en la operación del niño enfermo.
Yago Films contactó con un productor checoslovaco que proporcionó a la cinta varios intérpretes centroeuropeos. Aunque la coproducción siguió siendo formalmente hispano-italiana, en la práctica contó con un tercer socio. La primera aportación fue la de su pareja y compatriota Lída Baarová en el papel de Laura, la madre angustiada por la enfermedad de su hijo y por el desinterés de su esposo. En la versión en español fue doblada por Irene Guerrero de Luna. El esposo, Marcos Alberola, está interpretado por el actor austríaco Rolf Wanka, a quien prestó su voz Rafael Calvo Revilla. De elegante aspecto, el maduro hombre de negocios es el personaje más claramente negativo del filme: desoye las advertencias de su esposa sobre la enfermedad de su hijo, deja pasar la oportunidad de acudir a una clínica en una de las paradas del tren, desprecia a los penados incluso después de que salven al niño y engaña a su mujer con su secretaria. Alberola representa a ese empresariado egoísta al que los falangistas con mentalidad social como Nieves criticaban. El alemán Ferdinand Anton encarnó a Nicolás, el tercer ex convicto, doblado por Félix Acaso. Tras cumplir su condena solo piensa en su esposa. Esta le está esperando, pero se produce entre ambos un desencuentro que se solventará precisamente por la colaboración que él presta en la salvación del niño. El también alemán Albert Hehn interpreta —con ayuda de la voz de Teófilo Martínez—  al sacerdote misionero que regresa temporalmente a su tierra para ver a su madre. Este es un personaje eminentemente positivo: es el único que ofrece asiento a los tres antiguos penados, diagnostica la enfermedad del niño y hasta intenta realizar la operación de emergencia cuando parece que no hay ningún médico disponible. La austríaca Josefin Kipper —doblada por Mari Ángeles Herranz— es la bella Elena, secretaria y amante de Marcos. Entre ella y Julián se esboza una tenue relación amorosa basada en largas miradas y silencios. Finalmente abandonará su empleo para empezar una nueva vida con el antiguo médico. Por último, el alemán Rainer Penkert y la voz de Vicente Bañó se ajustan perfectamente a su papel de policía cumplidor de su deber pero amable. Desde su apoyo verbal al comentario de Espinosa de que hay más delincuentes fuera de la cárcel que dentro, particularmente muchos con aspecto de honrados hombres de negocios, hasta el desprecio con que arroja la cartera a los pies de Alberola hay todo un compromiso social que necesariamente tuvo que agradar a la censura. Tanto el poder civil como el eclesiástico salen bien parados.

### Reparto
| - Alberto Closas — Julián Martínez Valdés - Ferdinand Anton — Nicolás - Albert Hehn — Sacerdote - Reiner Penkert — Policía - Manuel de Juan — Jefe de estación - Francisco Bernal — Viajero vendedor - Erasmo Pascual — Médico - Nora Samsó - Antonio Moreno — Fogonero - José Riesgo — Soldado - Roberto Camardiel - «Zambudio» - Juan Olaguíbel - Francisco del Busto - Elena Guillmain - Mari Carmen Pastor - Francisco Ocaña — Niño - Erasmo Pascual — Niño | - Folco Lulli — Bartolomé Iniesta «El Nene» - Lida Baarova — Laura - Josephine Kipper — Elena - Mirella Uberti — Alicia - José Sepúlveda — Maquinista - José Prada — Viajero - José Franco - Rafael Calvo Revilla — Revisor - Ángel Álvarez — Cocinero - José Calvo - José Mª Martín - Rafaela Aparicio — Madre campesina - Pedro Valdivielso - Lorenzo Robledo — Empleado de RENFE - Joaquín Mas - Javier Terol — Niño - Faustino Ocaña — Niño | - José Marco Davó — Padre campesino - Rafael Durán — Ricardo Espinosa - Julio Goróstegui — Viajero - Rolf Wanka — Marcos Alberola - Manuel Alejandre — Factor - Leopoldo Trieste — Viajero con boina - Josefina Serratosa — Cantinera - Fernando M. Delgado — Camarero del tren - Domingo Ribas — Maquinista de rescate - Aníbal Vela — Jefe de estación - José Rubio - Ferphy - José Capilla - Juan Cazalilla — Viajero - Juan Lafuente - Elías Rodríguez — Niño - Antonio Velasco — Niño |

## Estreno
Yago Films anunció que el Festival Internacional de Cine de Venecia había solicitado la presencia de la película, pero que ellos habían preferido que participase en el certamen de San Sebastián. En realidad, la participación española en Venecia estaba completa con Calle Mayor y Calabuch, por lo que Todos somos necesarios no tenía cabida. De esta forma, el filme inauguró el 14 de julio de 1956 la que ese año se denominaba Semana Internacional del Cine de San Sebastián. Rafael Durán y Rolf Wanka acudieron a la capital guipuzcoana para promocionar la cinta. El austríaco acabó recibiendo un premio por su simpatía y colaboración con la organización del certamen. Aunque el evento no tenía carácter oficial ese año y no se entregaron las habituales conchas, sí se concedieron unos premios oficiosos en dos categorías distintas: para los filmes españoles y los extranjeros. Todos somos necesarios ganó cuatro de los cinco galardones destinados a los largometrajes españoles.

## Premios
Premios del Sindicato Nacional del Espectáculo
| Premio           | Candidatos                | Resultado |
| ---------------- | ------------------------- | --------- |
| Mención especial | Todos somos necesarios    | Ganadora  |
| Mejor director   | José Antonio Nieves Conde | Ganador   |

Semana Internacional del Cine de San Sebastián de 1956
| Premio                              | Candidatos                                        | Resultado |
| ----------------------------------- | ------------------------------------------------- | --------- |
| Mejor película española             | Todos somos necesarios                            | Ganadora  |
| Mejor director en película española | José Antonio Nieves Conde                         | Ganador   |
| Mejor actor en película española    | Alberto Closas                                    | Ganador   |
| Mejor guion en película española    | Faustino González Aller José Antonio Nieves Conde | Ganadores |